# Károly Móra
Károly Móra, także Károly Moravetz (ur. 30 września 1899 w Šternberku, zm. 29 marca 1938 w Budapeszcie) – węgierski astronom. Zajmował się astrometrycznymi i fotometrycznymi badaniami planetoid. W latach 1936–1938 był dyrektorem Obserwatorium Konkolyego.
Nazwiskiem Károlya Móry została nazwana planetoida (1257) Móra.